# Vádló Bitófák (együttes)
A Vádló Bitófák egy magyarországi, Kiskunhalas székhelyű hungarista és nemzetiszocialista rockegyüttes. A nevük Fiala Ferenc és Marschalkó Lajos hasonló nevű könyvéből, (Vádló Bitófákból) ered, utalva ezzel is antikommunista beállítottságukra.
Többször felléptek már kisebb-nagyobb rendezvényeken, többek között a Magyar Szigeten is. A zenekar nagy tisztelője Szálasi Ferencnek, antiszemita, rasszista hangvételűek egyes számai. Egyúttal vallásos dalaik is vannak.

## Tagjai
- ének, basszus: Daru
- gitár: Slash
- dob: Jácint

## Albumok
1. Voltunk, vagyunk, Leszünk! (2004)
2. Militia Christi (2006)
3. Kitartás! (2008)